# Ханкок (филм)
Ханкок (на английски: Hancock) е американски игрален екшън-филм от 2008 година, режисиран от Питър Бърг. В основата на сюжета е сценарият написан от Винсънт Нго през 1996 година, като до започването на Ханкок (2007) е претърпял редица промени. Продукцията е заснета в Лос Анджелис с бюджет от 150 млн. долара.

## Сюжет
Джон Ханкок е алкохолик, който притежава суперсили – летене, неуязвимост, безсмъртие и свръхчовешка сила. Докато извършва супергероични актове в Лос Анджелис, той често е осмиван и мразен от хората заради своите пияни и небрежни действия и се вбесява, когато го наричат „задник“. Ханкок спасява Рей Ембрей, специалист по връзки с обществеността, от идващ влак, който той изритва, за да спаси Рей. Благодарен и виждайки го като възможност за кариера, Рей предлага да подобри публичния имидж на Ханкок. Ханкок среща семейството на Рей, неговия син Аарон, който му е фен, и неговата съпруга Мери, която не харесва Ханкок. По-късно се оказва, че Мери е бивша съпруга на Ханкок (която той не помни както и почти цялото си минало) и че тя също има способностите на Ханкок.